# Gælden
Gælden er en dansk film fra 2017, instrueret af Stefan Kjær Olsen og produceret af Claus Thomsen samt Preben Steen Nielsen, der havde premiere den 28. september 2017. Filmen er Vejles første rigtige spillefilm. I rollerne ses Mads Koudal, Magnus Bruun, Morten Suurballe, Bjarne Henriksen, Flemming Jensen og Kurt Ravn.

## Handling
Michael er endelig ved at få styr på sin tilværelse, da storebroren Johnny uventet dukker op. Johnny skylder penge til nogen mennesker, der tager ekstreme midler i brug, når en gæld skal inddrages. Michael vil helst holdes ude, men da han mærker Johnnys desperation, går han modvilligt med til at hjælpe. Men man skaffer ikke så mange penge på så kort tid uden at få beskidte hænder.

## Medvirkende
- Mads Koudal som Michael
- Magnus Bruun som Johnny
- Marie-Louise Damgaard som Sofie
- Bjarne Henriksen som Henning
- Kurt Ravn som Albert
- Morten Suurballe som Carl
- Slavko Labovic som Branko
- Flemming Jensen som Svend
- Paw Terndrup som Allan
- Adam Ild Rohweder som Claus
- Morten Rose som Lars